# 新濱碼頭
新濱碼頭為高雄港編號第一號的客輪碼頭，位於高雄市鼓山區捷興一街及鼓山一路附近，水深9公尺，為高雄－馬公、望安、七美航線的搭船處，並曾為美國第七艦隊的重要停泊地。台灣航業高雄分公司與中華民國海軍新濱營區設於旁邊。

## 歷史
清朝末年，打狗港為對外通商口岸，主要以旗後港、哨船頭港為主。日本領台後，1900年（明治33年），台南至打狗間火車開通，打狗火車站設於南鼓山今高雄港站。因營運量不斷提昇，打狗火車站不敷使用。為擴充打狗火車站場地，日人於1904年（明治37年）利用挖掘港內泥沙，填海造陸，造成46,620坪新生地，一方面作為擴充打狗火車站用地、新市街等用地，另一方面做為鋼筋水泥的試驗性碼頭，是為新濱碼頭，至1907年（明治40年）完工。至此不但增加船隻停泊的碼頭，且搭配陸上鐵路運輸，大大發揮其運輸效率，不但開創海陸聯運的新紀元，成為打狗的第一個現代化碼頭。

## 交通
- 高雄捷運
  -  環狀輕軌：哈瑪星站。
  -  橘線：哈瑪星站。

## 相關連結
- 高雄捷運 （页面存档备份，存于）